# Mermessus paludosus
Espèce
Synonymes
- Eperigone paludosa Millidge, 1987

Mermessus paludosus est une espèce d'araignées aranéomorphes de la famille des Linyphiidae.

## Distribution
Cette espèce est endémique de Colombie-Britannique au Canada,. Elle se rencontre sur l'île de Vancouver.

## Description
Les femelles mesurent de 2,4 à 2,65 mm.

## Publication originale
- Millidge, 1987 : The erigonine spiders of North America. Part 8. The genus Eperigone Crosby and Bishop (Araneae, Linyphiidae). American Museum novitates, no 2885, p. 1-75 (texte intégral).